# Tarvantojoki
Tarvantojoki är ett vattendrag i Finland.   Det ligger i den ekonomiska regionen  Fjäll-Lappland  och landskapet Lappland, i den norra delen av landet, 900 km norr om huvudstaden Helsingfors.